# 1913 en Suisse
Chronologie de la Suisse
- 1909
- 1910
- 1911
- 1912
- 1913
- 1914
- 1915
- 1916
- 1917

Chronologie de la Suisse
1912 en Suisse - 1913 en Suisse - 1914 en Suisse

## Gouvernement au1erjanvier 1913
- Conseil fédéral:[1]
  - Eduard Müller PRD, président de la Confédération
  - Arthur Hoffmann PRD, vice-président de la Confédération
  - Giuseppe Motta PDC
  - Camille Decoppet PRD
  - Edmund Schulthess PRD
  - Louis Perrier PRD
  - Ludwig Forrer PRD

## Évènements
Mardi 7 janvier 
- Le Conseil fédéral décide que tous les Suisses astreints au service militaire et séjournant à l'étranger doivent rentrer dans le pays à l'appel de leurs unités.

 Lundi 17 mars 
- Les Chutes du Rhin (SH) sont à l’étiage. Il est possible de franchir le fleuve à pied.

 Mardi 1er avril 
- Élection complémentaire à Fribourg. Émile Savoy (PDC) est élu au Conseil d’État.

 Dimanche 4 mai 
- Votations fédérales. Le peuple approuve, par 169 012 oui (60,3 %) contre 111 163 non (39,7 %), la modification constitutionnelle relative à la lutte contre les maladies de l’homme et des animaux.

 Mardi 3 juin 
- Mise à l’eau, sur le Lac des Quatre-Cantons du Gallia, vapeur à roues le plus rapide à circuler sur les eaux intérieures européennes.

 Jeudi 12 juin 
- Élection au Conseil fédéral de Felix-Louis Calonder (PRD, GR).

 Dimanche 13 juillet 
- Le pilote Oskar Bider est le premier à franchir les Alpes, lors d’un vol de Berne à Milan (Ita).

 Mardi 15 juillet 
- Le premier train franchit le tunnel du Lötschberg.

 Mardi 9 septembre 
- Mise en service des Tramways électriques du canton de Zoug sur les lignes Baar–Menzingen, Zoug–Baar et Zoug–Oberägeri.

 Jeudi 2 octobre 
- Percement du tunnel du Mont-d’Or, d’une longueur de 6 km, entre Vallorbe (VD) et Frasne (F), sur la ligne ferroviaire internationale Paris-Lausanne.

 Samedi 11 octobre 
- Inauguration du nouveau bâtiment de l’École supérieure de commerce à La Chaux-de-Fonds (NE).

 Samedi 22 novembre 
- Inauguration de la nouvelle clinique universitaire de Genève.

 Mercredi 10 décembre 
- Le chimiste Alfred Werner reçoit le Prix Nobel de chimie.

## Décès
Vendredi 31 janvier 
- Décès à Winterthour (ZH), à l’âge de 58 ans, de l’industriel Eduard Sulzer-Ziegler.

 Samedi 22 février 
- Décès à Vufflens-le-Château (VD), à l'âge de 55 ans, du linguiste suisse Ferdinand de Saussure.

 Mardi 18 mars 
- Décès à Neuchâtel, à l’âge de 73 ans, de l’architecte Léo Châtelain.

 Dimanche 23 mars 
- Décès à Tokyo, à l’âge de 60 ans, du professeur de droit Louis Bridel, à l'origine de lois cantonales accordant des droits civils aux femmes.

 Vendredi 16 mai 
- Décès du conseiller fédéral Louis Perrier (PRD, NE), qui n'aura siégé que durant 14 mois au Conseil fédéral.

 Mercredi 21 mai 
- Décès, à l’âge de 50 ans, du sculpteur Auguste de Niederhausern, dit Rodo.

 Mercredi 18 juin 
- Décès à Fréjus (Var), à l’âge de 74 ans, du zoologue Georges du Plessis-Gouret.

 Mercredi 13 août 
- Décès à Passugg (GR), à l’âge de 73 ans, d’August Bebel, homme politique allemand.